# 小谷野神社
小谷野神社（こやのじんじゃ）は、東京都葛飾区の神社。

## 歴史
元禄年間（1688年-1704年）ごろに創建された。元禄の頃に柳原村から分村した小谷野村の鎮守であり、宝性寺が別当寺であった。
かつての名称は「稲荷神社」であったが、1968年（昭和43年）の住居表示の施行で「小谷野」の地名が消失することになったため、「小谷野神社」に改称した。
境内社として三峰神社、水天宮がある。元々は別の場所にあったが、大正期の荒川放水路の開削により、当社境内に移転したものである。

## 交通アクセス
- 堀切菖蒲園駅より徒歩8分。